# Літальний апарат
Літальний апарат (ЛА) — пристрій для польотів в атмосфері або космічному просторі.
Для здійснення польоту на будь-якому літальному апараті в межах атмосфери Землі необхідно перш за все подолати силу земного тяжіння, тобто створити підіймальну силу.

## Види літальних апаратів
- Пілотні та безпілотні;
- Одно- і багаторазового використання;
- Науководослідні, пасажирські вантажні, сільськогосподарські, військові, спортивні;
- Аеростатичний ЛА — у якого підіймальна сила утворюється внаслідок різниці щільності атмосферного газу і газу, що наповнює оболонку (напр. аеростат, дирижабль);
- Аеродинамічний ЛА — підіймальна сила створюється крилом (літак, планер, екраноплан) чи несним гвинтом (вертоліт, автожир, гвинтокрил).

## Літальні апарати за групами
Як зазначають Г. А. Нікітін та Е. А. Баканов, сучасні ЛА важчі за повітря, поділяються на три групи:
- перша (основна), до якої належать апарати, в яких підіймальна сила створюється нерухомо розташованим відносно апарата крилом (планери, літаки і літаки-снаряди);
- друга — безкрилі керовані реактивні снаряди-ракети. Вони майже весь політ здійснюють за інерцією (закон вільно кинутого тіла), за винятком невеликої ділянки (чи ділянок) траєкторії з увімкненим двигуном. Цю ділянку називають активною;
- третя — гвинтотримальні апарати (вертольоти, автожири), підіймальна сила в яких, утворюється внаслідок обертання повітряного гвинта.

ЛА першої і третьої груп можуть пересуватися лише у досить щільних шарах атмосфери. Можливі поєднання ЛА першої з другою та першої з третьою групами — це літаки вертикального зльоту та посадки і вертольоти з крилом (гвинтокрили).

## Принцип польоту
Принцип польоту визначається тим, яким чином і внаслідок чого створюється підіймальна сила. В наш час (початок XXI), технічне значення мають наступні принципи польоту, в яких підіймальна сила визначається:
- аеростатичний — архімедовою силою, яка дорівнює силі тяжіння витисненої тілом маси повітря;
- аеродинамічний — реактивною силою внаслідок відкидання вниз частині повітря, що оточує тіло під час його руху, тобто визначається силовим впливом повітря на рухоме тіло;
- аеродинамічний 1 — завдяки тому, що виникає менший тиск над крилом, який спричинюється більшим шляхом для повітря, котре рухається над крилом.
- інерційний — силою інерції, політ тіла здійснюється внаслідок початкового запасу швидкості або висоти, тому такий політ називають також пасивним.
- ракетодинамічний — реактивною силою, внаслідок відкидання частини маси летючого тіла. Згідно з законом збереження імпульсу системи, виникає рух у разі відділення від тіла з будь-якою швидкістю, деякої частини його маси.
- В безповітряному просторі, літальний апарат може здійснювати інерційний політ або рух на інших фізичних принципах (наприклад, за допомогою сонячного вітрила, на площу якого тисне зоряний вітер, отримати прискорення після витка, між відносно масивними планетами (див. Вояджер-2)).